# 2022
2022. је била проста година, која је почела у суботу. 2022. је двадесет и друга година 3. миленијума, двадесет и друга година 21. века и трећа година 2020-их.

## Догађаји

### Јануар
- 1. јануар
  - После 25 година изашао је пети соло албум југословенског кантаутора Бранимира Џонија Штулића Сплет.
  - У Аустрији ступио на снагу закон о легализацији еутаназије
- 2. јануар
  - Током протеста у Амстердаму против ковид мера више десетина особа је повређено од чега једна теже.
  - Почеле вишедневне масовне демонстрације у Казахстану због наглог поскупљења гаса у тој земљи који се претворио у оружану побуну у којој је животе изгубило неколико десетина полицајаца и демонстраната. Казахстан је добио помоћ од ОДКБ-а.
- 3. јануар
  - Почела је примена споразума који је потписан у Тирани у оквиру иницијативе Отворени Балкан.
  - У неколико градова Србије активисти еколошких удружења поново су одржавали протесте током којих су блокирали саобраћајнице широм Србије.
- 4. јануар
  - Драган Шолак, српски медијски могул, купио је премијерлигашки фудбалски клуб Саутемптон.
  - Пет нуклеарних сила — Кина, Русија, Велика Британија, САД, Француска — објавиле су изјаву о привржености Споразуму о неширењу нуклеарног оружја.
- 5. јануар — Министарство финансија САД увело је санкције српском члану Председништва БиХ Милораду Додику због, како тврде, његових „коруптивних активности” и „претњи по стабилност и територијални интегритет БиХ”.
- 6. јануар — ОДКБ испоставио мировну мисију у Казахстану, на захтев казахстанскога председника Касима Токајева.
- 9. јануар — Република Српска обележила 30. рођендан постојања и Дан Републике Српске, 9. јануар.
- 10. јануар — Траке око одлагача, који ради на копу Тамнава - Западно поље запалиле су се и изазвале пожар у руднику Колубара.
- 11. јануар — Мађарски председник Јанош Адер расписао је парламентарне изборе за 3. април, а истог дана ће бити одржан и референдум о ЛГБТ правима.
- 12. јануар — Конзорцијумом који чине "Миленијум Тим" и физичка лица купио је Институт за водопривреду „Јарослав Черни“ за 2,577 милиона евра[1].
- 10. — 13. јануар − Преговори Русије и САД о безбедносним гаранцијама у Женеви.
- 15. јануар — На обалу Јапана обрушио се цунами као последица подводне ерупције вулкана „Хунга-Хапај” у јужно-пацифичкој држави Тонга.
- 16. јануар — Уставни референдум у Србији 2022.

### Фебруар
- 4. фебруар — Скупштина Црне Горе изгласала је неповерење Влади Здравка Кривокапића. За ову одлуку, гласала су 43 посланика опозиције и посланичког клуба Црно на бијело. Против је било 11 посланика Демократа, Уједињене Црне Горе и Праве Црне Горе.
- 7. фебруар — Посланици Скупштине Црне Горе сменили су председника парламента Алексу Бечића. За смену Бечића гласала су 43 посланика опозиције и коалиције Црно на бијело. Посланици коалиције За будућност Црне Горе и Мир је наша нација били су против, док уздржаних није било.
- 17. фебруар — Након пет година, дошло је поново до отворене ескалације сукоба на истоку Украјине.
- 21. фебруар — Председник Русије Владимир Путин потписао је указ о признању самопроглашених Луганске и Доњецке Народне Републике.
- 22. фебруар — Државна дума Русије ратификовала је споразуме о пријатељству и сарадњи са ДНР и ЛНР.
  - Савет Федерације дао је сагласност председнику Русије о употреби оружаних снага Русије ван земље у вези са ситуацијом у Донбасу. За одлуку су гласала 153 сенатора.
- 23. фебруар — Доњецка и Луганска Народна Република затражиле су војну помоћ Руске Федерације.
  - Украјина прогласила ванредно стање.
- 24. фебруар — Руска Федерација је покренула војну инвазију на Украјину.
  - Украјина прогласила ратно стање.
- 27. фебруар — Председник Русије Владимир Путин је, као одговор на изјаве Запада, наредио Министарству одбране да преведе руске снаге за обуздавање у специјални режим борбеног дежурства међу којима су и нуклеарно оружје.
  - Председник Украјине Володимир Зеленски саопштио је да је договорен састанак између украјинске и руске делегације.

### Март
- 3. март — Вахан Хачатурјан изабран за председника Републике Јерменије.
- 4. март — Роскомнадзор је, као одговор на блокаду приступа руским медијима, што је законом забрањено, блокирао приступ Фејсбуку и Твитеру у Русији.
  - У нападу милитаната, повезаних са Ал Каидом и Исламском Државом, на војну базу у центру Малија, најмање 27 војника је погинуло, а 33 су рањена.
    - У самоубилачком нападу на шиитску џамију у граду Пешавару на северозападу Пакистана погинуло је најмање 56 људи, а повређено је скоро 200.
- 5. март - Ана Ђурић Констракта однела је победу на фестивалу  „Песма за Евровизију 22" којим се бира представник Србије на Евросонгу, и тиме добила право да нас представља на том такмичењу са песмом „In corpore sano".
- 7. март — Русија и Кина оптужиле су Сједињене Америчке Државе да само у Украјини су поседовале 26 лабораторија за развој нуклеарног, хемијског и биолошког оружја, а да широм света поседују преко 200 сличних лабораторија за развој биолошког оружја од чега највише у државама у непосредној близини граница прве две државе.
- 9. март — Подсекретар за политичка питања Сједињених Америчких Држава Викторија Њуланд признала је да су САД поседовале биолабораторије у Украјини искључиво у домену медицинских истраживања и позвала украјинске власти да хитно уништи лабораторијске просторије да не би пале у посед руске војске.
  - Јун Сок Јол изабран је за новог председника Републике Кореје. Ступиће на дужност 17. маја ове године.
- 10. март — Мађарски парламент, изабрао је за прву жену на функцији председника Мађарске Каталин Новак. Она ће ступити на дужност 10. маја ове године.
- 11. март — Покрај загребачког језера Јарун срушила се летелица за коју се сматра да је совјетски извиђачки дрон. Није било повређених, нити страдалих.
- 13. март — У Јаворову у Лавовској области где се налазила војна база и где су биле смештени страни плаћеници и волонтери, заједно са страним инструкторима, руска војска је извела ракетни напад и навела 180 убијених страних плаћеника, док је Украјина навела 35 мртвих и 134 рањених.
  - Иранска војска је извела ракетни напад балистичким ракетама на северни Ирачки град Ербил где се налази америчка база.
- 14. март — У ракетном нападу украјинских снага на центар Доњецка погинуло је 20 особа, а а 28 је рањено, саопштило је Министарство одбране Русије.
- 15. март — Сердар Бердимухамедов, син досадашњег туркменистанског вође Гурбангулија Бердимухамедова, победио је на председничким изборима у тој земљи, са освојених готово 73 одсто гласова и наследиће свога оца на тој функцији.
- 16. март — Јелена Милић, оснивач Центра за евроатлантске студије постављена је за амбасадорка Србије у Хрватској указом председника републике Александра Вучића.
- 17. март — Ухапшен бивши премијер Бугарске Бојко Борисов, због сумње да је са групом својих сарадника проневерио новац из фондова Европске уније.
- 18. март — Званично отворен Мост „Чанакале 1915” који је тада био најдужи висећи мост на свету.
- 21. март — Више од 120 људи је погинуло када се авион компаније China Eastern Airlines срушио у покрајини Гуангси.
- 23. март — Џихадистички покрет Ел Шабаб усмртио је најмање 48 особа у серији терористичких напада који су спроведени у сомалијским градовима Могадиш и Беледвејне.
- 26. март — Владајућа Лабуристичка партија, предвођена Робертом Абелом, прогласила је победу на овогодишњим парламентарним изборима на Малти.
- 28. март — Портпаролка Министарства спољних послова Русије Марија Захарова назвала је америчку војно-биолошку активност у Украјини "ђаволском планом" и користећи отворене изворе, направила хронолошки списак активности САД у Украјини у војно-биолошком правцу директно оптуживши за пословну умешаност Хантера Бајдена сина актуелног америчког председника Џозефа Бајдена
  - На 94. свечаној додели награда америчке Академије филмских уметности и наука Филм CODA је освојио Оскара за најбољи филм, остварење Дина освојило је Оскара у шест категорија а Вил Смит добио је Оскара за најбољег главног глумца за улогу у филму Краљ Ричард.
- 29. март — У телевизијском интервјуу, тада бивши председник Доналд Трамп позвао је руског председника Владимира Путина да објави информације за које верују да откривају финансијске злочине породице председника Џоа Бајдена.
  - Приликом реализације редовног задатка извиђања, у мисији УН у ДР Конго дошло је до пада хеликоптера у којем је страдао припадник Војске Србије потпуковник Дејан Станојевић.

### Април
- 1. април — Осам рудара је погинуло, а 20 је повређено у руднику „Соко” код Сокобање када је дошло до цурења метана унутар рудника.
- 3. април — На општим изборима у Србији, Александар Вучић је поново изабран за председника Србије и Српска напредна странка, коју такође предводи, освојила је највише мандата у Народној скупштини.
  - На парламентарним изборима у Мађарској, владајућа коалиција Фидес—КДНП, коју је предводио премијер Мађарске Виктор Орбан, осигурала је четврти узастопни мандат са више од 50% освојених гласова.
    - Родриго Чавес Роблес изабран је за председника Костарике.
- 7. април — Србија на гласању у Уједињеним нацијама (УН) гласала је за искључење Русије из Савета УН за људска права (УНХРЦ).
- 11. април — Шехбаз Шариф је изабран за новог премијера Пакистана након што је његов претходник Имран Хан смењен пошто му је скупштина те земље изгласала неповерење.
- 13. април — Најмање десеторо људи је погинуло када се туристички аутобус сударио са камионом и експлодирао на ауто-путу у јужном Египту.
- 14. април — Најмање 123 особе су страдале у поплавама и клизиштима које је изазвао тропски циклон Меги на Филипинима.
  - Више од 340 људи је погинуло од последица поплава и клизишта изазваним кишним олујама у јужноафричкој покрајини Квазулу-Натал.
- 22. април — Земљотрес јачине 5,7 јединица Рихтерове скале чији је епицентар био код Билеће у Херцеговини потресао је не само БиХ, већ и Србију, Црну Гору, Хрватску и Италију. Погинула је једна особа.
- 24. април — Емануел Макрон је реизабран за председника Француске.
  - Покрет Слобода, који предводи Роберт Голоб, освојио је највише мандата на парламентарним изборима у Словенији.
- 25. април — Амерички предузетник и милијардер Илон Маск купио је Twitter за 44 милијарде долара и тако постао власник ове друштвене мреже.
- 26. април — Успостављена је Херсонска војно-грађанска администрација, а за њеног председника је изабран Владимир Салдо.
- 28. април — Скупштина Црне Горе је изгласала 43. Владу на чијем челу је премијер Дритан Абазовић.

### Мај
- 5. мај — Ирска републиканска странка Шин Фејн је освојила највише посланика након избора за Скупштину Северне Ирске.
- 9. мај — Васељенска патријаршија канонски признала Охридску архиепископију (Македонску православну цркву).
  - Фердинанд Маркос Млађи изабран је за председника Филипина.
- 11. мај — Виртус Болоња је по први пут постала првак Еврокупа у кошарци након што је победила турски Бурсаспор с резултатом 80 : 67. Милош Теодосић је проглашен за најкориснијег играча финала турнира.
- 12. мај - Ана Ђурић Констракта пласирала се у финале Песме Евровизије 2022. Проглашена је као последњи финалиста што је додало још већу тензију и узбуђење међу гледаоцима.
- 14. мај — Након смрти Халифе ибн Заједа ел Нахјан, Халифа ибн Зајед ел Нахјан је постао нови емир Абу Дабија и нови председник Уједињених Арапских Емирата.
- 14. мај - Украјина однела победу на Песми Евровизије 2022. Констракта заузела 5. место
- 15. мај — Хасан Шеик Мохамуд је изабран за новог председника Сомалије.
- 18. мај — Турска је блокирала разматрање пријава Финске и Шведске за улазак у НАТО.
- 19. мај — „Литургија помирења” између Српске православне цркве и Македонске православне цркве — Охридске архиепископије, коју су предводили патријарх српски Порфирије и архиепископ македонско-охридски Стефан, одржана је у Саборноме храму Светога Саве у Београду.
- 20. мај — Предајом преосталих војника у челичани Азовстаљ, град Маријупољ, после вишемесечне опсаде, званично је прешао у руке проруских сепаратиста самопроглашене Доњецке Народне Републике.
- 24. мај — Бившем председнику Молдавије Игору Додону одређен притвор до 72 сата због сумње за корупцију и издају, саопштило је државно тужилаштво те земље.

### Јун
- 3. јун — Савет Европске уније одобрио је шести пакет санкција против Русије на увоз руске нафте у периоду од шест месеци.
- 5. јун — Српска православна црква доделила је томос о аутокефалности Македонској православној цркви који је добила од патријарха српског Порфирија у Београду.
- 10. јун — Бивша председница Боливије Ђанине Ањез осуђена је на десет година затвора због своје улоге у државном удару против тадашњег председника Ева Моралеса 2019. године.
- 11. јун — Србија је одбацила захтеве немачког канцелара Олафа Шолца да се придружи антируским санкцијама и да призна независност Косова.
- 13. јун — Генерални секретар НАТО-а Јенс Столтенберг изјавио је током састанка са председником Финске Саули Нинисте да сматра да постоји могућност да ће Украјина морати да уступи део територије како би се успоставио мир.
  - Спољнополитички одбор Европског парламента усвојио је нацрт извештаја о Србији у којем се тражи увођење санкција Русији и међусобно признање Србије и „Косова“.
- 18. јун — Литванија је саопштила да забрањује транзит робе под санкцијама ЕУ преко своје територије ка руској енклави Калињинград.
- 21. јун — Јужна Кореја лансирала је прву ракету у потпуности сопствене производње „Нури“ (KLSV-II), достигла је циљану висину од 700 километара и подигла корисни терет у орбиту.
- 22. јун — Најмање 1.000 људи страдало је у разорном земљотресу јачине 6,1 јединицу Рихтера који је погодио исток Авганистана.
- 23. јун — Шефови држава и влада Евроспке уније доделили су на самиту ЕУ статус кандидата за чланство у Унији Украјини и Молдавији.
- 24. јун — Врховни суд САД поништио је пресуду „Ро против Вејда” из 1973. којом су гарантована права на абортус широм земље.
- 25. јун — Оружане снаге Руске Федерације су преузеле контролу над градом Северодоњецком.
- 27. јун — Бугарска влада поднела је оставку у парламенту пошто је кабинету Кирила Петкова претходно изгласано неповерење.
- 29. јун — Новоизабрани градоначелник Београда Александар Шапић је у Старом двору званично преузео дужност од бившег градоначелника Зорана Радојичића.
- 30. јун — Приштина је одустала од аплицирања за чланство Косова у Интерполу, јер не може да обезбеди довољну подршку на Генералној скупштини ове организације у октобру у Индији.

### Јул
- 3. јул — Оружане снаге Руске Федерације су заузеле град Лисичанск чиме су успоставиле потпуну контролу над Луганском Народном Републиком.
  - Током артиљеријских напада Оружаних снага Украјине на подручју Руске Федерације на град Белгород, погинуло је пет особа и десетине људи је повређено.
- 5. јул — Почео процес ратификације чланства Шведске и Финске у НАТО.
- 7. јул — Борис Џонсон најавио је да ће поднети оставку с места премијера Уједињеног Краљевства.
- 8. јул — Бивши јапански премијер Шинзо Абе преминуо је након што је упуцан на предизборном митингу у Нари.
  - Влада Црне Горе са 13 гласова „за“ од 18 присутних министара усвојила је нацрт Темељног уговора са Српском православном црквом.
- 9. јул — У разорном невремену у Пакистану, најмање 62 особе погинуле су у поплавама и клизиштима на југозападу и северу земље.
  - Земљотрес јачине 4,1 степена по Рихтеровој скали погодио је Немачку, епицентар земљотреса налазио у близини Балингена, Тибингена и Баден-Виртемберга.
- 10. јул — Новак Ђоковић и Јелена Рибакина су индивидуални освајачи Вимблдона.
- 11. јул — Украјинске снаге гађале су током ноћи руско складиште муниције у Новаја Каховки на југу Украјине, која је под контролом руских снага и том приликом је погинуло око 60 и повређено око 90 људи.
  - НАСА је објавила прву фотографију коју је у свемиру направио Свемирски телескоп Џејмс Веб.
- 13. јул — Европска унија и Русија договориле транзит робе у Калињинградску област.
- 17. јул — Украјински теретни авион „Антонов”, који је летео из Србије за Јордан, срушио се на северу Грчке.
- 19. јул — Председник Египта Абдел Фатах ел Сиси допутовао је у тродневну посету Србији. 
  - Северна Македонија и Албанија су отвориле приступне преговоре са ЕУ.
    - Мађарски парламент већином гласова усвојио декларацију у којој предлаже да се у европским уговорима потврде вредности европских хришћанских корена и културе.
- 20. јул — Украјинске беспилотне летелице су четири пута напале зону Запрошке нуклеарне електране. У нападу су учествовала три дрона-камиказе, а Русија је поднела тужбу против Украјине у Уједињене нације.
- 21. јул — Италијански председник Серђо Матарела прихватио је оставку премијера те земље Марија Драгија.
- 22. јул — Литванија је наставила транзит између Русије и Калињинградске области.
  - Русија и Украјина потписале су у Истанбулу споразум о извозу жита са УН и Турском.
- 29. јул — Министарство одбране Руске Федерације, објавило је да су украјинске снаге безбедности испалиле пројектиле из система ХИМАРС на истражни притвор у граду Јеленовка у коме се налазе украјински војни затвореници, укључујући милитанте из формације „Азов“ у коме су 53 особе погинуле, а још 75 је повређено.
- 31. јул — Звуком сирена за узбуну у Северној Митровици започела је трећа фаза кризе на северу Косова и Метохије након чега су јединице РОСУ започеле преузимање градова на северу Косова, а Срби са постављањем барикада и блокада путева.

### Август
- 1. август — Припадници косовских полицијских снага РОСУ повукле су се са севера Косова и Метохије након консултација Америчког амбасадора и Косовских власти да се мере о регистарским таблицама одложе за месец дана.
- 2. август — Америчка председавајући Сената САД Ненси Пелоси, допутовала је у дводневну посету Тајвану усред повећаних политичких тензија између Кине и САД. 
  - Врховни суд Русије прогласио је украјинску нацистичку јединицу „Азов“ терористичком организацијом.
    - Амерички председник Џозеф Бајден потврдио је да су САД убиле лидера „Ал Каиде” Ајмана ел Завахирија у нападу дроном током викенда у Авганистану.
- 3. август — Патријарх Порфирије и премијер Црне Горе Дритан Абазовић у Подгорици потписали Темељни уговор. Подразумева се да Српска православна црква где год има црквену јурисдикцију поштује устав и законе сваке државе.
  - Министарство одбране Нагорно Карабаха саопштило је раније да су у нападу азербејџанске погинула двојица војника Карабаха, док је 14 повређено.
- 5. август — У Појасу Газе дошло је до ескалацију сукоба између Израела и Палестине.
- 6. август — На Куби је избио пожар након удара грома, једна особа је погинула, више од 120 је повређено, а 17 се води као нестало.
- 7. август — Густаво Петро колумбијски политичар, постао је први левичарски изабрани председник Колумбије, лидер странке Хумана Колумбија и бивши градоначелник Боготе у два мандата.
- 8. август — Потписан указ о одржавању референдума у Запорошкој области о присаједињењу Руској Федерацији.
  - Русија се привремено повлачи из инспекција према Споразуму СТАРТ.
    - Припадници ФБИ извршили претрес у кући тада бившег председника САД Доналда Трампа.
- 9. август — У Србији започео талас протеста пољопривредника.
- 10. август — Кина објавила документ о поновном уједињењу са Тајваном.
- 11. август — Приликом артиљеријског гађања од стране Оружаних снага Украјине на територију нуклеарне електране Запорожје, делимично су оштећени термоелектрана и опрема базена система за хлађење, саопштило је руско Министарство одбране. Русија је сазвала Савет безбедности УН.
- 12. август — У пуцњави на Цетињу погинуло је 11 особа међу којима и нападач. Проглашена је тродневна жалост на територији Црне Горе.
- 13. август — Стотине мексичких војника распоређене су у пограничном граду Сијудад Хуарез након крвавих обрачуна између чланова два ривалска картела у којима је убијено 11 људи, углавном цивила.
- 14. август — У Београду одржан скуп против одржавања параде поноса.
  - У експлозији у тржном центру, погинуло је шест особа, а 51 особа је повређена у Јеревану главном граду Јерменије.
    - Најмање 41 особа је погинула, а 45 повређено у пожару у коптској цркви Або Сефеин (Свети Меркурије) у египатској провинцији Гиза.
      - Најмање пет особа је погинуло, 15 је повређено, а више је нестало у еквадорском лучком граду Гвајакилу у пуцњави и експлозији.
        - Аутобус са децом из Србије преврнуо се у Бугарској, а у удесу има 12 повређених људу од чега осморо деце и четворо одраслих.
- 15. август — Председник Русије Владимир Путин обраћајући се се учесницима 10. Московске конференције о међународној безбедности, изјавио је да је ера „униполарног поретка” прошлост. 
  - Француска војна операција у Малију под именом „Бархан“ завршена је након девет година.
- 16. август — Цене гаса у Европи „пробиле“ су психолошку границу од 2.500 долара за хиљаду кубних метара.
- 18. август — Власти Естоније зауставиле су у 00:00 часова улазак у земљу руских држављана са шенгенским визама издатим од естонских конзуларних представништава.
- 20. август — Влади Црне Горе и премијеру Дритану Абазовићу изгласано неповерење гласањем посланика у Скупштини ЦГ, од којих је гласао је 51 посланик, а 50 посланика је гласало за неповерење и један посланик је гласао против.
  - Ћерка руског филозофа Александра Дугина Дарија погинула у експлозији аутомобила у Москви, руска страна је за убиство оптужила украјински тероризам.
- 21. август — Преврнуо се аутобус на ауто-путу код Лесковца — једна особа погинула, више повређено.
- 22. август — Цена гаса достигла 3.000 долара.
- 25. август — Руска православна црква признала Македонску православну цркву.
  - Нуклеарна електрана "Запорожје" у граду Енергодар искључена је са мреже након вишенедељних гранатирања, саопштила је украјинска државна компанија "Енергоатом".
- 26. август — У близини Запорошке нуклеарне електране избили су пожари.
  - Северна Македонија прогласила енергетску кризу.
    - Дејан Станковић је поднео оставку на место тренера Црвене звезде.
      - YouTube званично укинуо цензуру о КОВИД-19.
- 27. август — Влада Србије отказала Европрајд из безбедносних разлога.
  - Председник Србије Александар Вучић објавио је трећи мандат за састав владе актуелној премијерки Ани Брнабић.
    - Високи представник ЕУ за спољну политику и безбедност Жозеп Борељ објавио је да је постигнут договор Београда и Приштине о личним картама.
      - Нуклеарна електрана "Запорожје" у граду Енергодар поново је укључена.
- 28. август — У Москви организован велики скуп и "Аутоколона солидарности" подршке Србији чији је циљ био дати подршку српском народу, који је због пријатељских односа са Русијом подвргнут великом притиску Запада, а посебно подршку Србима на Косову и Метохији.
  - Одржан је други протест против одржавања Европрајда у Београду.
- 29. август — Оружане снаге Украјине по директном наређењу председника Владимира Зеленског су започеле контраофанзиву у Николајевској, Херсонској и Запорошкој области у три правца.
  - У поплавама у Пакистану страдало је више од хиљаду људи.
- 31. август — Земље ЕУ постигле политички договор о потпуној суспензији споразума о визним олакшицама са Русијом.
  - У Енергодар у нуклеарну електрану "Запорожје" стигла мисија Међународне агенције за атомску енергију ИАЕА.

### Септембар
- 1. септембар — Украјински диверзанти покушали десант на нуклеарку  "Запорожје" уочи доласка мисије међународне агенције за нуклеарну енергију.
  - Почела примена договора Београда и Приштине о личним документима.
    - На заменицу председника и бившу председницу Аргентине, Кристину Фернандез де Киршнер, је извршен покушај атентата.
- 2. септембар — Председник Украјине Володимир Зеленски званично је укинуо украјинску делегацију у Контакт групи за решавање ситуације на истоку Украјине.
  - Парламентарна већина од избора из 2020. године потписала је споразум о формирању нове Владе Црне Горе.
    - На Самиту Отвореног Балкана у Београду, потписани су Споразум о механизмима прехрамбене сигурности на Западном Балкану и Меморандум о разумевању између два министарстава енергетике Србије и Албаније.
      - У експлозији у џамији у провинцији Херат у западном Авганистану погинуло је 20 људи.
        - Гаспром у потпуности обуставио испоруку гаса преко "Северног тока".
- 3. септембар — Око 70 хиљада људи, према подацима полиције (према организаторима – 100 хиљада), окупило се на Вацлавском тргу у центру Прага на антивладином митингу против поскупљења намирница и гаса.
  - САД одобриле продају оружја Тајвану.
    - Папа Фрања распустио је вођство католичког верског реда и хуманитарне групе Малтешки витезови, и поставио привремену управу уочи избора новог лидера.
- 5. септембар — Лиз Трас изабрана за нову премијерку Уједињеног Краљевства, након победе на изборима за руководство Конзервативне партије.
  - Најмање десет особа је убијено, а 15 рањено у низу напада ножем у староседелачкој заједници и једном граду у канадској покрајини Саскачеван.
    - Једна особа је погинула, а деветоро се води као нестало након што се срушио авион у Пјуџет Саунду у америчкој држави Вашингтон, саопштила је америчка Обалска стража.
      - Међународна мисија ИАЕА напустила запорошку нуклеарку после петодневне инспекције.
        - Земљотрес магнитуде 6,6 погодио је кинеску покрајину Сичуан при чему је страдало више од 65 људи.
- 6. септембар — Лиз Трас је именована за премијерку Уједињеног Краљевства.
  - Оружане снаге Украјине по директном наређењу председника су започеле велику контраофанзиву у Источној Украјини, Харковској и Доњецкој области у правцу стратешког града Изјум.
- 8. септембар — Чарлс III преузео британску монархију и постао вођа Комонвелта нација након смрти своје мајке Елизабете II.
- 10. септембар — Украјинске снаге заузеле су стратешки град Изјум након повлачења руских снага.
- 11. септембар — Оружане снаге Украјине после више од шест месеци рата у потпуности су преузеле контролу над северном границом са Русијом у Харковској области. Русија већем делу Украјине искључила електричну енергију бомбардовањем Термоелектрана у Харкову и потпуним гашењем "Нуклеарке Запорожје".
- 13. септембар — Министарство унутрашњих послова Србије је забранило шетњу у оквиру "Европрајда 2022" у Београду по тада предвиђеној рути.
  - Јерменско министарство одбране саопштило је да је војска Азербејџана користила тешку артиљерију и дронове у којима је погинуло 49 јерменски војника.
- 14. септембар — Дошло је до оружаних сукоба између Киргизије и Таџикистана.
- 15. септембар — Посланици Народне Скупштине Републике Србије изгласали су са 148 гласова „за“ Извештај о преговорима са институцијама самоуправе у Приштини од 15. јуна 2021. до 1. септембра 2022. године.
  - Иран је примљен у ШОС на самиту у Узбекистанском граду Самарканду потписан је меморандум о његовим обавезама као чланице те организације.
    - Италијанску регију Марке у касним вечерњим сатима погодиле су катастрофалне поплаве у којима је једанаест особа погинуло, а четири особе се воде као нестале.
- 17. септембар — Управни суд одбио је тужбу организатора "Европрајда 2022" којом се оспорава одлука МУП-а да се шетња у оквиру ове манифестације, планирана за у Београду, забрани.
  - Парада поноса, као главни догађај Европрајд 2022. који по захтеву Влада Ане Брнабић одобрен, одржан је 17. септембра у Београду, уз пратњу српске полиције по одобреној рути.
  - У Београду дошло до жестоких сукоба између противника Европрајда 2022 и полиције која је штитила учеснике Параде поноса, у којима је ухапшено 64 особе и више десетина повређених.
- 18. септембар — Председница Конгреса САД Ненси Пелоси боравила је у дводневној посети у Јеревану где је изразила отворену подршку Јерменији, након чега је тамо одржан митинг за иступање Јерменије из ОДКБ.
- 19. септембар — Амерички председник Џозеф Бајден рекао је у интервјуу за Си-Би-Ес да је „пандемија готова“.
  - Оружане снаге Украјине су гранатирале Доњецк убивши 13 цивила, од којих двоје деце. Доњецка, Луганска и Херсонска област су најавиле референдуме о званичном припајању Руској Федерацији. 
    - Договорена трећа Влада Црне Горе за две године после парламентарних избора у августу 2020. године, а место мандатара је добио Миодраг Лекић.
- 21. септембар — Председник Руске Федерације Владимир Путин прогласио је делимичну мобилизацију.
- 22. септембар — Украјински политичар Виктор Медведчук и најмање 50 руских ратних заробљеника размењени су за 215 Украјинаца, међу којима су команданти “Азова” Денис Прокопенко (Ратквица), Свјатослав Паламара „Калина“ и 36. бригаде маринаца Сергеј Волински, заробљени у Азовсталу.
  - Парламентарна већина од 41 посланика у Црној Гори скупила је потписе којима се покреће иницијатива за смену актуелног председника Мила Ђукановића због кршења устава.
- 23. септембар — Започело одржавање петодневног референдума у Луганској и Доњецкој Републици и у Херсонској и Запорошкој области о уједињењу са Русијом.
  - На протестима у Ирану, који су избили због смрти Махсе Амини, страдало је више од 30 људи.
- 25. септембар — На парламентарним изборима у Италији, победила коалиција десних странака предвођена Браћом Италије, Ђорђе Мелони.
  - Млади ватерполисти Србије надиграли су селекцију Шпаније са 9 : 8 у финалу јуниорског првенства Европе.
- 26. септембар — Наоружани нападач, идентификован као Артјом Казанцев (34) нападач убио је 17 особа, међу којима и 11 деце у нападу на школу Ижевску док је у нападу рањено 22 деце и двоје одраслих. Нападач је извршио самоубиство и носио је црну мајицу са нацистичким симболима и фантомку.
  - Председник Русије Владимир Путин доделио је држављанство Едварду Сноудену после девет година егзила.
- 27. септембар — У водама Данске и Шведске откривено цурење гаса на „Северном току“.
  - Након пребројаних 100 одсто бирачких листића на референдуму у ЛНР, ДНР, Запорошкој и Херсонској области за улазак у састав Русије је гласало у ЛНР 98,42% бирача, у ДНР 99,23% бирача, у Запорошкој области 93,11% бирача и у Херсонској области 87,05% бирача.
- 28. септембар — Власти ДНР, ЛНР, Запорошке и Херсонске области обратиле су се председнику Русије Владимиру Путину са захтевом за пријем у Руску Федерацију.
  - Иран покренуо велику војну операцију на Северу Ирака.
- 29. септембар — Украјинска војска гађала је дроновима избегличку колону у Харковској области и том приликом је погинуло 30 људи, међу којима и двоје деце.
  - Руски председник Владимир Путин потписао је указ којим се Херсонска и Запорошка област признају као независне територије.
- 30. септембар — Руски председник Владимир Путин је, након обраћања нацији, на свечаности која је почела у 14 сати, потписао споразуме о уједињењу ДНР, ЛНР, Запорошке и Херсонске области с Русијом.
  - У бомбардовању избегличке колоне у Запорошкој области у близини града Енергодара, убијено је 24, а рањено 36 људи, међу којима и 8 деце. Украјинска и Руска страна се међусобно оптужују за злочин.
    - Најмање 32 особе су погинуле, a 40 је повређено у експлозији у образовном центру у Кабулу главном граду Авганистана.
      - Украјина поднела захтев за хитно чланство у НАТО-у.
        - Русија је у Савету безбедности УН ставила вето на резолуцију САД и Албаније у којој се наводи да се не признају референдуми у ДНР, ЛНР, Запорошкој и Херсонској области.
          - Капетан армије Буркине Фасо Ибрахим Траоре свргнуо је у војном пучу председника потпуковника Пола-Анрија Дамибу и распустио владу у другом државном удару за осам месеци.

### Октобар
- 1. октобар — Украјинске снаге су после тронедељних борби у контраофанзиви заузеле стратешки град Лиман након повлачења Руских снага у Луганску област (ЛНР).
  - Најмање 127 људи је погинуло, а 180 повређено у нередима на фудбалском стадиону у Индонезији.
- 2. октобар — На општим изборима у Босни и Херцеговини већину гласова за чланове председништва су освојили Денис Бећировић (СДП) 57.20 одсто, Жељка Цвијановић (СНСД) 52,57 одсто и Жељко Комшић (ДФ) 54,21 одсто, а на месту председника Републике Српске кандидат СНСД-а Милорад Додик освојио је 268.635 глас или 48.36 одсто, док је кандидат ПДП Јелена Тривић освојила 240.353 гласова или 43.27 одсто.
  - На ванредним парламентарним изборима у Бугарској победила партија ГЕРБ бившег премијера Бојка Борисова.
- 3. октобар — Државна дума ратификовала споразуме о уласку четири области у састав Русије.
  - Председник Бугарске Румен Радев је одбио да потпише целокупан текст декларације девет земаља источне Европе због члана у коме се даје подршка уласку Украјине у НАТО.
- 4. октобар — Украјинске снаге су после једномесечних борби у контраофанзиви заузеле стратешки град Давидов Брод на северу Херсонске области само четири дана након званичног пријема те области у Руску Федерацију.
- 5. октобар — Председник Русије Владимир Путин потписао законе о пријему ДНР, ЛНР, Запорошке и Херсонске области у састав Русије.
- 6. октобар — Најмање 32 особе, међу којима 23 детета, убијени су у пуцњави у вртићу на североистоку Тајланда.
  - ЕУ усвојила осми пакет санкција против Русије.
    - Председник Украјине Володимир Зеленски позвао је САД и државе НАТО пакта да изврше превентивни нуклеарни напад на Русију.
- 7. октобар — Сједињене Државе подигле стање борбене готовости својих снага у Европи на ниво Карипске кризе.
  - Грчка обалска стража је саопштила да је у превртању чамца са мигрантима, 22 особе су погинуле у Егејском заливу у близини острва Лезбос.
- 8. октобар — Оружане снаге Украјине су извршиле диверзијски напад на Кримски мост са нападом камиона са експлозивом на железничку композицију која је превозила гориво. Погинуле су три особе у бомбашком нападу.
  - Наоружани људи у Мексику упали су у градску већницу у Сан Мигел Тотолапану и убили 20 особа међу којима и градске званичнике и градоначелника Конрада Мендозу, који је водио састанак.
- 10. октобар — Оружане снаге Руске Федерације су извеле масивне ваздушне ударе широм Украјине уништавајући украјинску инфраструктуру у знак одмазде због напада Керчки мост два дана раније.
  - На хитној седници Централне изборне комисије БиХ донета је одлука о поновном пребројавању гласачких листића за председника Републике Српске због, како је наведено „нерегуларности и математичких нелогичности“.
    - Најмање 25 људи је изгубило живот, а 52 се води као нестало, у клизишту и поплавама у венецуеланском граду Техеирас и околним селима, 65 километара јужно од главног града Каракаса.
- 12. октобар — Пољски оператер цевовода ПЕРН известио је да је током ноћи откривено цурење на једној од две линије Дружбе. Инцидент је забележен на краку цевовода око 70 км од Плоцка.
  - Генерална скупштина УН усвојила је антируску резолуцију којом се не признају референдуми у ДНР, ЛНР, Херсонској и Запорошкој области.
- 13. октобар — У несрећи која се догодила у близини Овчар Бање, када су пукле сајле које су држале висећи мост и цела конструкција са људима пала у Западну Мораву, погинуле су две жене, а више људи је повређено.
- 14. октобар — Патријарх Порфирије устоличен у Пећкој патријаршији.
  - У Белорусији је проглашен режим противтерористичке операције као одговор на било какве провокације из суседних земаља.
    - Велики број рудара заробљен је испод земље после експлозије у руднику у близини града Амасија у Турској, погинуло је 40 људи, а више десетина је повређено.
- 15. октобар — Женска одбојкашка репрезентација Србије одбранила је светску титулу освојену у Јапану победом против Бразила резултатом 3 — 0 (26:24, 25:22, 25:17).
  - Украјински диверзанти су отворили ватру на борце руске војске на војном полигону у Белгородској области, погинуле су 22 особе, а 16 је повређено.
    - Проток нафте кроз оштећени део нафтовода  „Дружба“ у Пољској је обновљен.
- 16. октобар — У тешкој саобраћајној несрећи која се десила на око 12 километара југозападно од Ваљева једна особа је изгубила живот, док је најмање 15 путника повређено.
  - Кина, Србија, Казахстан, Узбекистан, Туркменистан, Киргистан, Таџикистан, Белорусија, Египат и Индија су позвале своје грађане да се евакуишу из Украјине.
- 17. октобар — Оружане снаге Руске Федерације су поново извеле масивне ваздушне ударе широм Украјине уништавајући украјинску инфраструктуру у знак одмазде због напада украјинских диверзаната на војни полигон у Белгородској области у којима је убијено 22 руска војника два дана раније.
  - Украјински припадници КФОР-а отишли са Косова и Метохије.
    - У руском граду Јејску у Краснодарској области, у пожару који је избио у деветоспратници након што је у њу ударио војни авион Сухој-34, погинуло је 13, док је 19 особа повређено.
- 19. октобар — Руски парламент једногласно је одобрио указ председника Русије Владимира Путина о увођењу ратног стања у четири нова руска региона – ДНР, ЛНР, Херсонској и Запорошкој области.
- 20. октобар — Британска премијерка Лиз Трас поднела је оставку.
- 22. октобар — Лидер странке Браћа Италије Ђорђа Мелони положила је заклетву као нова премијерка Италије. Ђорђа Мелони је постала уједно и прва жена која је постала премијер Италије.
- 23. октобар — У Црној Гори су одржани локални избори, а према прелиминарним резултатима ДПС је изгубио власт у главном граду и у другим општинама у земљи.
  - Си Ђинпингу је поверен трећи мандат на месту генералног секретара Комунистичке партије Кине.
- 24. октобар — Бивши министар финансија Риши Сунак аутоматски је постао нови премијер Велике Британије након што се лидерка Доњег дома Пени Мордаунт повукла из трке за Даунинг стрит 10.
- 25. октобар — Британски краљ Чарлс III je званично именовао Ришија Сунака за премијера Велике Британије.
  - Тачно у 11 сати и 22 минута почело делимично помрачење Сунца које се могло видети изнад Србије и већег дела Европе.
    - У Бањалуци је у организацији СНСД-а и коалиционих партнера одржан народни митинг за одбрану Републике Српске под називом „Отаџбина зове“.
      - Русија је поднела званичну жалбу у Савета безбедности УН против САД и Украјине због активности америчких војно-биолошких лабораторија у Украјини.
- 26. октобар — Са 157 гласова „за“ и 68 „против“ посланици Скупштине Србије изгласали су нову Владу.
  - Оружани милитанти отворили су ватру на маузолеј Шах-Чераху у иранском граду Шираз, а у оружаном нападу је погинуло 15 особа, док је 40 рањено.
- 27. октобар — ЦИК БиХ објавио је да је Милорад Додик нови председник Републике Српске
  - Пољски сенат је управо изгласао резолуцију по којој се Руска Федерација проглашава терористичком државом.
- 28. октобар — Амерички милијардер Илон Маск, оснивач „Тесле“ и „Спејс икса“ и најбогатији човек света, званично је постао власник друштвене мреже „Твитер“.
- 29. октобар — Русија је званично оптужила Велику Британију за уништавање гасовода Северни ток у Балтичком мору 26. септембра подводним дроновима. 
  - Украјинске снаге извршиле су напад подводним дроновима на руске ратне бродове у Севастопољу. Русија обуставила учешће у имплементацији споразума о извозу пољопривредних производа из украјинских лука.
    - У терористичком нападу у близини Министарства образовања у сомалијској престоници Могадишу погинуло је око 100 људи, а на стотине особа је повређено.
- 30. октобар — Лула да Силва победио на изборима за председника Бразила.
  - Више од 150 људи је страдало, а најмање 82 је повређено у стампеду на прослави Ноћи вештица у Сеулу.
    - У Индији је погинуло 134 људи, а око 500 је повређено када се срушио висећи мост.
- 31. октобар — Русија обуставила саобраћај безбедносним коридором у Црном мору.

### Новембар
- 2. новембар — Војска Србије je оборила дрон изнад Рашкe.
  - Руски председник Владимир Путин наложио је Министарству одбране да настави учешће у „житном споразуму“, међутим, Руска Федерација задржала је право да се повуче из споразума уколико се догоде напади на Крим.
- 3. новембар — Бивши пакистански премијер Имран Кан рањен је у ногу у пуцњави која се десила током марша његових присталица у Исламабаду.
- 5. новембар — Након састанка одржаног у Звечану, саопштено је да су Срби одлучили напусте све институције на Косову и Метохији.
  - Најмање 13 људи изгубило је живот у пожару који је избио у кафићу „Полигон“ у руском граду Костроми.
- 8. новембар — Републиканска странка је освојила већину у Представничком дому након избора на половини председничког мандата.
- 11. новембар — Оружане снаге Руске Федерације су се повукле из јужног украјинског града Херсона на леву обалу реке Дњепар после осам месеци контроле над градом.
- 13. новембар — Најмање шест особа је погинуло, а 53 су повређене у експлозији у Истанбулу.
- 16. новембар — НАСА је успешно лансирала мисију Артемис 1 на лет без посаде до Месеца.
- 20. новембар — 18. децембар — У Катару одржано Светско првенство у фудбалу за мушкарце сениоре (прво у ово доба године) који је освојила репрезентација Аргентине.

### Децембар
- 2. децембар — Влада Србија и Европска унија су у Београду потписале споразуме о подршци ЕУ управљању миграцијама у Србији и контроли граница, током посете европског комесара за проширење Оливера Вархејија.
- 3. децембар — Земљотрес јачине 3,1 јединица Рихтерове скале регистрован је у 21.28 код Косјерића, а осетио се и у Ваљеву.
- 6. децембар — Последњи Боинг 747 је изашао са производне линије фабрике у Еверету, чиме је окончана производња овог авиона.
- 7. децембар — Након неуспелог покушаја да распусти Конгрес, перуански председник Педро Кастиљо је смењен са дужности, а Дина Болуарте је постала први женски председник Перуа.
- 8. децембар — Америчка кошаркашица Бритни Грајнер и руски трговац оружјем Виктор Бут су ослобођени у размени заробљеника.
- 9. децембар — Српска премијерка Ана Брнабић изјавила је да је Србија близу распоређивања својих трупа на северу Косова након што је тврдила да су животи српске мањине тамо угрожени и да косовске снаге предвођене НАТО-ом „не успевају да их заштите“. Путеве су блокирали етнички Срби, а пријављена је и пуцњава.
  - Elden Ring коаутора Џорџа Р. Р. Мартина, освојио је награду за видео игру године.
- 13. децембар — Осам особа, укључујућу потпредседницу Европског парламента, ухапшено је под сумњом за корупцију око катарске организације Светског првенства у фудбалу.
- 14. децембар — Албанци насилно преузели власт у Косовској Митровици, уз присуство бројних припадника тзв. Косовске полиције у згради општине у Северна Митровица одржана је седница скупштине на којој су новоименовани одборници положили заклетве, а за председника је изабран Неџат Угљанин.
- 15. децембар — Влада Србије донела одлуку о враћању српске војске и полиције на Косово и Метохију.
- 16. децембар — Војска Србије уручила Кфору захтев за повратак српских снага на Косову и Метохији.
  - Папа Фрања саопштио је да је већ потписао документ о абдикацији у случају озбиљног погоршања здравља.
- 21. децембар — Бивши потпредседник владе Русије и директор Роскосмоса Дмитриј Рогозин рањен је у Доњецку.
- 25. децембар — На Северу Косова и Метохије дошло је до ескалације сукоба Зубином Потоку око 19:45 је дошло до рафалне паљбе када су Србе напали албански специјалци, а српске снаге су одговориле на напад. Напад је уследио и на летонске припаднике КФОР-а.
- 26. децембар — Косовске безбедносне снаге су на административном прелазу Лепосавић забраниле улазак Патријарху српском Порфирију.
  - Најмање 38 особа је страдало у леденој олуји која је захватила девет држава САД и Канаду.
- 29. децембар — На Северу Косова започело уклањање барикада које су поставили Срби поводом хапшења српских представника који су претходни дан ослобођени. Укинуто стање повишене борбене готовости у Војсци Србије.
- 31. децембар — Председник Бразила Жаир Болсонаро напустио је земљу и отпутовао на Флориду, 48 сати пре инаугурације новоизабраног председника Ињасија Луле да Силве, тврдећи да је „изгубио битку, али не и рат”.

## Смрти

### Јануар
- 1. јануар — Владимир Ђ. Мандић, српски новинар и уредник Политике (*1949)
- 2. јануар — Ричард Лики, кенијски политичар, палеонтолог и конзерватор (*1944)
- 3. јануар:
  - Виктор Сањејев, совјетски атлетичар (*1945)
  - Владан Живковић, српски глумац (*1941)
- 6. јануар:
  - Питер Богданович, америчкo-српски филмски режисер, сценариста, глумац, продуцент, критичар и историчар филма (*1939)
  - Сидни Поатје, амерички глумац (*1927)
- 7. јануар — Богдан Суботић, генерал-мајор Војске Републике Српске и први министар одбране Републике Српске (*1941)
- 8. јануар — Марко Јачов, српски историчар (*1949)
- 9. јануар — Јени Лигтенберг, холандска апотекарка и добровољац на страни Срба у рату у БиХ (*1930)
- 11. јануар:
  - Ернест Шонекан, нигеријски бизнисмен, адвокат, политичар и председник Нигерије 1993. године (*1936)
  - Ахмет Јилмаз Чалик, турски фудбалер (*1994)
- 12. јануар:
  - Стјепан Ламза, југословенски и хрватски фудбалер (*1940)
  - Бранислав Анђеловић, југословенски и српски музичар и члан групе Рокери с Мораву (*1946)
- 13. јануар:
  - Петар Ђорђевић, српски академски сликар (*1943)
  - Драган Бабић Драгуца, српски писац за децу, сценариста и кантаутор (*1950)
- 15. јануар:
  - Нино Черути, италијански модни креатор и стилиста (*1930)
  - Јовица Пуповац, српски пјевач и композитор (*1961)
- 16. јануар — Ибрахим Бубакар Кејта, малијски политичар, премијер (1994−2000) и председник (2013−2020) Малија (*1945)
- 18. јануар:
  - Франсиско Хенто, шпански фудбалер и тренер (*1933)
  - Сатурнино де ла Фуенте Гарсија, шпански суперстогодишњак (*1909)
  - Драгољуб Лазаревић, српски хирург (*1932)
- 19. јануар:
  - Гаспар Улије, француски глумац и манекен (*1984)
  - Радован Бели Марковић, српски књижевник (*1947)
  - Харди Кригер, немачки глумац (*1928)
- 20. јануар:
  - Мит Лоуф, амерички музичар и глумац (*1947)
  - Леонид Курављов, совјетски и руски глумац (*1936)
- 21. јануар:
  - Луј Андерсон, амерички филмски и ТВ глумац, продуцент, редитељ и комичар (*1953)
  - Фелиција Донцеану, румунска композиторка и вајарка (*1931)
  - Драго Капелан, учесник Народноослободилачке борбе и српски стогодишњак (*1920)
- 22. јануар:
  - Тич Нат Хан, вијетнамски будистички монах и мировни активиста (*1926)
  - Аки Рахимовски, музичар и члан групе Парни ваљак (*1955)
  - Десанка Шућур, српска новинарка и аутор (*1934)
- 23. јануар:
  - Лаврентије Трифуновић, епископ Српске православне цркве (*1935)
  - Антонија да Санта Круз, бразилска суперстогодишњакиња (*1905)
  - Божидар Ђурашевић, српски шахиста и правник (*1933)
- 24. јануар:
  - Борислав Стевановић, српски фудбалер (*1975)
  - Стеван К. Павловић, српско-британски историчар (*1933)
- 25. јануар:
  - Вим Јансен, холандски фудбалер (*1946)
  - Спира Страхињић, српски лекар и универзитетски професор (*1925)
- 27. јануар:
  - Недељко Михановић, хрватски књижевник, академик и политичар (*1930)
  - Светозар Ливада, српски и хрватски филозоф, социолог, историчар, политичар и демограф (*1928)
- 28. јануар — Јовиша Славковић, српски писац, публициста, хроничар, сликар и друштвени радник (*1938)
- 29. јануар:
  - Ксенија Вучић, српска новинарка и прва жена председника Србије Александра Вучића (*1968)
  - Хауард Хесеман, амерички филмски, позоришни и телевизијски глумац (*1940)
  - Смиља Котур, српска певачица и логорашица (*1928)
- 30. јануар — Леонид Курављов, совјетски и руски глумац (*1936)
- 31. јануар — Петар Тутавац, први школовани кексар у Југославији (*1934)

### Фебруар
- 2. фебруар:
  - Моника Вити, италијанска филмска глумица (*1931)
  - Веља Павловић, српски новинар и телевизијски водитељ (*1953)
- 3. фебруар — Љиљана Јанковић, југословенска и српска филмска глумица (*1935)
- 4. фебруар:
  - Весна Малохоџић, српска глумица (*1948)
  - Јежи Осјатињски, пољски политичар и министар (*1941)
  - Марко Брецељ, југословенски и словеначки кантаутор (*1951)
- 5. фебруар — Анка Дошен-Добуд, хрватска књижевница, педагог и универзитетски професор (*1920)
- 6. фебруар:
  - Лата Мангешкар, индијска репродукцијска певачица и музичка директорка (*1929)
  - Предраг Вранешевић, српски музичар (*1946)
- 7. фебруар:
  - Миодраг Митић, југословенски и српски одбојкаш (*1959)
  - Емина Заимовић, прва председница Скупштине општине Тузле и градоначелница Тузле (*1940)
- 8. фебруар:
  - Боривој Довниковић, хрватско-српски филмски редитељ, аниматор, стрипар, карикатурист, илустратор и графички дизајнер (*1930)
  - Лик Монтањије, француски виролог, добитник Нобелове награде за физиологију и медицину 2008. године (*1932)
- 9. фебруар:
  - Нора Нова, бугарско-немачка певачица (*1928)
  - Милан Влајчић, српски новинар, књижевник, књижевни и филмски критичар (*1939)
  - Снежана Пантић, српска каратисткиња (*1978)
- 10. фебруар — Славко Јовичић Славуј, посланик у Парламентарној скупштини БиХ и некадашњи логораш (*1953)
- 12. фебруар:
  - Стеван Тонтић, српски књижевник (*1946)
  - Ајван Рајтман, канадски филмски и ТВ редитељ, сценариста и продуцент (*1946)
- 14. фебруар — Борислав Ивков, српски шаховски велемајстор (*1933)
- 17. фебруар:
  - Мате Фењвеши, мађарски фудбалер и политичар (*1933)
  - Шефика Коркут-Шуње, југословенска и босанскохерцеговачка позоришна и телевизијска глумица (*1932)
- 18. фебруар — Оливер Антић, српски правник, политичар, универзитетски професор и дипломата (*1950)
- 19. фебруар:
  - Момчило Златановић, српски лексикограф, сакупљач народних умотворина, књижевник и универзитетски професор (*1934)
  - Какуичи Мимура, јапански фудбалер (*1931)
- 20. фебруар — Јоил Булатовић, схи-архимандрит СПЦ, теолог и старешина Манастира Ћириловац (*1940)
- 22. фебруар — Радован Павловски, македонски песник, есејист и путописац (*1937)
- 24. фебруар:
  - Сали Келерман, америчка позоришна, филмска и ТВ глумица (*1937)
  - Иванка Христова, бугарска атлетичарка (*1941)
- 25. фебруар — Перо Деспотовић, пуковник Војске Републике Српске (*1954)

### Март
- 4. март
  - Марјан Вишњевски, француско-пољски фудбалер (*1937)
  - Шејн Ворн, аустралски крикеташ (*1969)
  - Мичел Рајан, амерички позоришни, филмски, и ТВ глумац (*1934)
- 5. март:
  - Денис Кирејев, члан украјинске делегације за преговоре с Русијом, оптужен за издају (*1977)
  - Владимир Жога, гардијски пуковник Доњецке Народне Републике (ДНР) и командант батаљона „Спарта“ (*1993)
- 7. март — Рафик Тарар, пакистански политичар, правник и председник (1998−2001) Пакистана (*1929)
- 8. март — Владета Живковић, потпуковник Војске Републике Српске (*1961)
- 10. март — Рајко Ђурђевић, српски драмски писац, публициста, новинар, полемичар и политичар (*1947)
- 11. март — Небојша Вучићевић, југословенски и српски фудбалер и фудбалски тренер (*1962)
- 12. март — Драгољуб Јеремић, југословенски и српски фудбалер (*1978)
- 13. март:
  - Вилијам Херт, амерички глумац (*1950)
  - Игор Мандић, хрватски књижевник, књижевни и музички критичар, есејиста, фељтониста и полемичар (*1939)
- 14. март:
  - Недељко Зеленовић, српски књижевник и књижевни критичар (*1958)
  - Персида Лакић Рузмарин, српска песникиња (*1937)
  - Милосав Славко Пешић, српски књижевник, критичар и новинар (*1943)
- 16. март — Слободан Шкрбић, југословенски и српски фудбалер (*1944)
- 19. март:
  - Драган Мраовић, српски песник, преводилац, дипломата, професор и културни радник (*1947)
  - Милослав Банђур, пуковник Војске Републике Српске (*1947)
- 21. март — Јуз Алешковски, руски писац, песник, драматург и извођач сопствених песама (*1929)
- 22. март:
  - Милован Витезовић, српски писац и универзитетски професор (*1944)
  - Ристо Стефановски, македонски позоришни стручњак и глумац (*1928)
- 23. март — Мадлен Олбрајт, амерички политичар и дипломата (*1937)
- 25. март:
  - Тејлор Хокинс, амерички музичар (*1972)
  - Миливој Каракашевић, српски и југословенски стонотенисер (*1948)
- 27. март:
  - Титус Буберник, словачки фудбалер (*1933)
  - Анастасија Поповић, монахиња Српске православне цркве и игуманија Манастира Врдника (*1946)
- 29. март — Мирослав Гашић, српски хемичар и редовни члан САНУ (*1932)

### Април
- 2. април:
  - Ненад Гавриловић, југословенски и српски фудбалер (*1947)
  - Леонел Санчез, чилеански фудбалер (*1936)
  - Снежана Никшић, српска филмска, позоришна и телевизијска глумица (*1943)
  - Естел Харис, америчка глумица (*1928)
- 3. април — Вања Јанкетић, српски суфлер, инспицијент, епизодиста, статиста и глумац (*1950)
- 4. април:
  - Петар Сканси, југословенски и хрватски кошаркаш и тренер (*1943)
  - Бранислав Шошкић, југословенски, српски и црногорски економиста, академик и председник Председништва Црне Горе (1985—1986) (*1922)
- 5. април:
  - Дејан Мијач, српски позоришни редитељ и академик САНУ (*1934)
  - Станислав Ковалски, пољски суперстогодишњак и спортиста (*1910)
  - Нехемија Персоф, амерички сликар и глумац (*1919)
- 6. април:
  - Владимир Жириновски, руски политичар и националиста (*1946)
  - Карол Дивин, словачко-мађарски уметнички клизач (*1936)
  - Бела Месарош, југословенски и српски стонотенисер (*1952)
- 7. април:
  - Душан Чкребић, учесник Народноослободилачке борбе и друштвено-политички радник Србије и Југославије (*1927)
  - Валтер Шталвиц, немачки сликар (*1929)
- 8. април — Павле Блесић, српски сликар (*1924)
- 9. април — Бојан Лазаров, српски телевизијски, гласовни и позоришни глумац (*1972)
- 12. април:
  - Гилберт Готфрид, амерички стендап комичар, глумац и гласовни глумац (*1955)
  - Весна Латингер, југословенска филмска и позоришна глумица (*1942)
  - Лазо Пајчин, српски текстописац, пјевач и композитор (*1972)
- 13. април — Летиција Батаља, италијанска фотографкиња и фото-журналисткиња (*1935)
- 14. април — Мајда Тушар, македонска позоришна и филмска глумица (*1950)
- 16. април — Јоахим Штрајх, источнонемачки фудбалер (*1951)
- 17. април:
  - Раду Лупу, румунски пијаниста (*1945)
  - Зоран Булајић, српски универзитетски професор и архитекта (*1950)
- 18. април — Лидија Алфејева, совјетска атлетичарка (*1946)
- 19. април — Кане Танака, јапанска суперстогодишњакиња (*1903)
- 21. април — Мваи Кибаки, кенијски политичар који је обављао функцију председника Кеније од 2002. до 2013. године (*1931)
- 22. април:
  - Ги Лафлер, канадски хокејаш (*1951)
  - Душан Ступар, југословенски и српски социолог, припадник Службе државне безбедности, доктор политичких наука и привредник (*1947)
- 28. април — Зоран Сретеновић, југословенски и српски кошаркаш и кошаркашки тренер (*1964)
- 30. април — Галиб Шљиво, босанскохерцеговачки историчар, универзитетски професор и педагог (*1933)

### Мај
- 1. мај — Ивица Осим, југословенски и босанскохерцеговачки фудбалер и фудбалски тренер (*1941)
- 3. мај — Станислав Шушкевич, белоруски политичар, научник и председник Белорусије (1991—1994) (*1934)
- 5. мај — Роналд Лопатни, југословенски и хрватски ватерполиста (*1944)
- 8. мај:
  - Стефанос Петракис, грчки атлетичар (*1924)
  - Фред Ворд, амерички позоришни, филмски и ТВ глумац (*1942)
- 9. мај — Адријан Пејн, амерички кошаркаш (*1991)
- 10. мај — Леонид Кравчук, украјински политичар и председник Украјине (1991—1994) (*1934)
- 11. мај — Ширин Абу Акле, палестинско-америчка новинарка (*1971)
- 13. мај:
  - Халифа ибн Зајед ел Нахјан, председник Уједињених Арапских Емирата и емир Абу Дабија (2004—2022) (*1948)
  - Бен Рој Мотелсон, данско-амерички физичар и добитник Нобелове награде за физику 1975. године (*1926)
- 15. мај — Стеван Остојић, југословенски и српски фудбалер и фудбалски тренер (*1941)
- 16. мај — Иларион Капрал, првојерарх Руске православне заграничне цркве и митрополит источноамерички и њујоршки (*1948)
- 17. мај:
  - Игор Старовић, српски певач, композитор и аранжер (*1964)
  - Вангелис, грчки композитор и извођач (*1943)
- 22. мај — Хаким Беј, амерички политички публициста, писац, песник и анархиста (*1945)
- 26. мај:
  - Реј Лиота, амерички глумац (*1954)
  - Ендру Флечер, британски музичар, клавијатуриста и оснивач групе Депеш моуд (*1961)
- 28. мај:
  - Бујар Нишани, шести по реду председник Албаније (*1966)
  - Бо Хопкинс, амерички глумац (*1938)
  - Еваристо Карваљо, премијер (1994, 2001-2002) и председник (2016—2021) Сао Томе и Принсипеа (*1942)
  - Раденко Лазаревић, српски спелеолог (*1924)

### Јун
- 6. јун — Илона Ковач, српска стогодишњакиња (*1914)
- 7. јун — Душан Миловановић, српски историчар уметности, теоретичар, критичар и публициста (*1947)
- 8. јун — Хулио Хименез, шпански бициклиста (*1934)
- 9. јун — Џули Круз, америчка певачица, глумица, текстописац и музичар (*1956)
- 10. јун — Вјајно Марканен, фински спортиста који се такмичио у стрељаштву (*1929)
- 11. јун — Бернд Бранш, источнонемачки фудбалер (*1944)
- 12. јун — Филип Бејкер Хол, амерички филмски и телевизијски глумац (*1931)
- 15. јун:
  - Борут Басин, југословенски и словеначки кошаркаш (*1944)
  - Гордана Рајков, професорка, математичарка и народна посланица (*1944)
- 17. јун — Жан-Луј Трентињан, француски глумац, филмски стваралац и возач тркаћих аутомобила (*1930)
- 19. јун — Борут Шукље, словеначки политичар, дипломата и колумниста (*1958)
- 20. јун — Кејлеб Свониган, амерички кошаркаш (*1997)
- 21. јун — Драган Томић, српски политичар и председник Народне скупштине Републике Србије (1994—2001) (*1936)
- 22. јун:
  - Јири Тармак, совјетски и естонски атлетичар (*1946)
  - Џевдет Бајрај, албански песник и сценариста (*1960)
- 25. јун — Миодраг Кнежевић, југословенски и српски фудбалски голман (*1940)
- 26. јун:
  - Дејан Вукићевић, српски књижевник, библиотекар, библиограф и уредник (*1965)
  - Ђорђе Ђенић, српски спортски новинар, репортер, карикатуриста, водитељ, уредник, публициста и учесник више аутомобилских релија (*1949)
  - Маргарет Кин, америчка уметница (*1927)
- 30. јун — Техноблејд, амерички јутјубер и интернет личност (*1999)

### Јул
- 1. јул — Гордана Гордић, српска историчарка уметности (*1939)
- 2. јул — Питер Брук, енглески позоришни и филмски режисер (*1925)
- 3. јул — Сретен Петровић, српски филозоф, културолог, научник и универзитетски професор (*1940)
- 6. јул:
  - Казуки Такахаши, јапански цртач манга стрипова (*1961)
  - Тамара Крутиков, српска суперостогодишњакиња и најстарија особа у Србији ( *1912)
  - Џејмс Кан, амерички филмски, позоришни и ТВ глумац (*1940)
- 8. јул:
  - Шинзо Абе, јапански политичар и премијер Јапана (2006—2007; 2012-2020) (*1954)
  - Жозе Едуардо дос Сантос, анголски политичар и председник Анголе (1979—2017) (*1942)
  - Тони Сирико, амерички глумац (*1942)
  - Луис Ечеверија, мексички политичар и председник Мексика од 1970. до 1976. (*1922)
- 9. јул — Љиљана Бакић, српски архитекта (*1939)
- 10. јул — Анвар Чингизоглу, азербејџански писац, етнограф, новинар и етнолог (*1962)
- 14. јул:
  - Ивана Трамп, америчко-чешка пословна жена и манекенка (*1949)
  - Милосав Ж. Чаркић, српски филолог и лингвиста (*1948)
- 18. јул — Бајрам Халити, ромски политичар, новинар, публициста и писац (*1955)
- 21. јул:
  - Никола Радмановић, српски фудбалер (*1969)
  - Уве Зелер, немачки фудбалер (*1936)
- 22. јул — Робер Бутињи, француски кануиста (*1927)
- 23. јул — Боб Рафелсон, амерички филмски режисер, писац и продуцент (*1933)
- 24. јул — Дејвид Ворнер, енглески глумац (*1941)
- 25. јул:
  - Пол Сорвино, амерички филмски, телевизијски и позоришни глумац, скулптор, оперски певач, сценариста, бизнисмен и редитељ (*1939)
  - Миленко Стефановић, југословенски и српски кларинетиста — солиста (*1930)
  - Дејвид Тримбл, британски политичар (*1944)
- 26. јул:
  - Бранко Цвејић, српски филмски, телевизијски и позоришни глумац (*1946)
  - Џејмс Лавлок, британски научник енвироменталист и футуролог (*1919)
- 27. јул — Вукашин Јокановић, српски правник и политичар (*1939)
- 28. јул — Радован Крагуљ, српски сликар, професор и академик АНУРС (*1935)
- 29. јул — Јурис Хартманис, летонско-амерички научник (*1928)
- 31. јул:
  - Бил Расел, амерички кошаркаш (*1934)
  - Ајман ел Завахири, вођа Ал Каиде (*1951)

### Август
- 2. август — Братислава Морина, српска политичарка (*1947)
- 3. август — Јован Јовановић, српски редитељ, сценариста, монтажер и теоретичар филма (*1940)
- 5. август — Клу Гулагер, амерички филмски и телевизијски глумац (*1928)
- 7. август — Дејвид Макалоу, амерички писац, наратор, популарни историчар и предавач (*1933)
- 8. август — Оливија Њутон Џон, енглеско-аустралијска глумица и певачица (*1948)
- 10. август:
  - Хушанг Ебтехаџ, ирански песник (*1928)
  - Кирил Дојчиновски, југословенски и македонски фудбалер (*1943)
- 11. август — Каплан Буровић, српски албанолог, књижевник, публициста и истраживач (*1934)
- 12. август:
  - Ен Хејч, америчка глумица (*1969)
  - Волфганг Петерсен, немачко-амерички сценариста, филмски режисер и продуцент (*1941)
- 13. август — Десанка Ковачевић Којић, српска историчарка и академик АНУБиХ, САНУ и АНУРС (*1925)
- 18. август — Мати Макарија, монахиња Српске православне цркве (*1940)
- 19. август — Текла Јуњевич, пољска суперстогодишњакиња (*1906)
- 20. август — Дарја Дугина, руска новинарка и политички активиста (*1992)
- 22. август:
  - Крстивоје Илић, српски песник и антологичар (*1938)
  - Миле Медић, српски књижевник (*1933)
- 23. август:
  - Божидар Делић, српски генерал, политичар и народни посланик (*1956)
  - Роландо Кубела Секадес, кубански револуционар и војни командант (*1932)
- 24. август — Верослава Малешевић, српска књижевница (*1960)
- 25. август:
  - Радован Радовић, југословенски и српски кошаркаш (*1936)
  - Драгомир Јашовић, српски академски сликар и иконописац (фрескописац) (*1937)
- 26. август — Славко Вечерин, суботички бискуп (*1957)
- 27. август — Милутин Шошкић, југословенски и српски фудбалски голман и тренер (*1937)
- 30. август — Михаил Горбачов, политички вођа Совјетског Савеза од 1985. до 1991. године и генерални секретар Комунистичке партије Совјетског Савеза (*1931)

### Септембар
- 3. септембар — Жељко Грујић, српски књижевник и публициста (*1961)
- 6. септембар:
  - Златко Јошић, српски рок менаџер и организатор концерата (*1965)
  - Марша Хант, америчка глумица, манекенка и активисткиња (*1917)
- 7. септембар — Радослав Брђанин, српски инжењер грађевине, политичар и министар (*1948)
- 8. септембар — Елизабета II, британски монарх и врховни поглавар Цркве Енглеске (*1926)
- 9. септембар:
  - Зоран Кривокапић, српски хирург, универзитетски професор и редовни члан САНУ (*1955)
  - Петар Петровић, српски универзитетски професор и пројектант (*1934)
- 11. сeптембар — Хавијер Маријас, шпански књижевник (*1951)
- 13. септембар:
  - Корнелије Ковач, српски композитор, пијаниста и аранжер (*1942)
  - Жан-Лик Годар, француско-швајцарски филмски режисер, сценариста и филмски критичар (*1930)
  - Костас Казакос, грчки глумац, режисер и политичар (*1935)
- 14. септембар:
  - Ирена Папас, грчка глумица (*1926)
  - Хенри Силва, амерички филмски и телевизијски глумац (*1926)
- 15. септембар:
  - Данијела Угреновић, југословенско и српска је филмска, телевизијска и позоришна глумица (*1969)
  - Ратко Полич, југословенски, словеначки и српски глумац (*1942)
  - Миодраг Вуковић, црногорски политичар и правник (*1955)
- 17. септембар — Владо Милунић, чешки и хрватски архитект (*1941)
- 18. септембар — Светозар Саша Ковачевић, српски композитор и универзитетски професор (*1950)
- 19. септембар — Валериј Пољаков, руски космонаут (*1942)
- 20. септембар — Радмила Милентијевић, српски писац, историчар и универзитетски професор (*1931)
- 23. септембар — Луиза Флечер, америчка глумица (*1934)
- 24. септембар — Хадсон Остин, генерал Народне револуционарне армије Гренаде и премијер Гранаде (1983) (*1938)
- 25. септембар:
  - Рита Гарднер, америчка глумица и певачица (*1934)
  - Србијанка Турајлић, политичарка и универзитетски професор (*1946)
  - Радован Радаковић, српски фудбалски голман (*1971)
- 28. септембар — Кулио, амерички репер и глумац (*1963)

### Октобар
- 1. октобар — Драган Перић, српски писац, новинар, историчар и хроничар културе, сценариста, стрип цртач, уредник и графички дизајнер (*1962)
- 2. октобар — Горјана Јањић, југословенска и српска филмска и позоришна глумица (*1945)
- 5. октобар — Живко Аврамовић, српски књижевник (*1952)
- 6. октобар:
  - Хуснија Фазлић, југословенски и босанскохерцеговачки фудбалер и тренер (*1943)
  - Горица Нешовић, српска радијска новинарка (*1964)
- 9. октобар — Бруно Латур, француски филозоф, антрополог и социолог (*1947)
- 11. октобар:
  - Анџела Ленсбери, енглеска и америчка глумица (*1925)
  - Туго Штиглиц, југословенски и словеначки редитељ, сценариста и глумац (*1946)
- 12. октобар — Лазо Средановић, српски стрипар, илустратор и карикатуриста (*1939)
- 13. октобар — Џејмс Макдивит, амерички пилот, инжењер и астронаут (*1929)
- 14. октобар:
  - Роби Колтрејн, шкотски глумац, комичар и писац (*1950)
  - Љубиша Ракић, српски професор, научник и академик САНУ (*1931)
- 15. октобар — Владан Ђорђевић, српски научник и академик (*1938)
- 18. октобар — Еуђен Симион, румунски есејиста, књижевни критичар, историчар и преводилац (*1933)
- 21. октобар — Масато Кудо, јапански фудбалер (*1990)
- 24. октобар — Миломир Ковач, њемачки и српски ветеринар и хирург (*1962)
- 27. октобар — Владимир Глигоров, српски економиста и политиколог (*1945)
- 28. октобар — Џери Ли Луис, амерички певач, аутор песама и пијаниста (*1935)

### Новембар
- 4. новембар — Давор Стефановић Кранг, српски репер и правник (*1980)
- 8. новембар — Морис Карно, амерички физичар (*1924)
- 9. новембар — Кирил Стремоусов, украјински проруски сепаратистички политичар и блогер (*1976)
- 11. новембар:
  - Владимир Логунов, српски балетски играч и кореограф (*1942)
  - Џон Анистон, амерички глумац грчког порекла (*1933)
- 12. новембар:
  - Мехран Карими Насери, иранска прогнана особа и избјеглица (*1942)
  - Драшко Видовић, босанскохерцеговачки и српски глумац (*1980)
- 17. новембар:
  - Фред Брукс, амерички научник који се бавио рачунарством, посебно дизајном софтвера (*1931)
  - Владан Суботић, српски уметник и творац новог правца у сликарству – поетикоарсизма (*1940)
- 18. новембар — Татјана Бељакова, југословенска и српска филмска и позоришна глумица (*1934)
- 19. новембар — Џејсон Дејвид Френк, амерички глумац и мајстор борилачких вештина (*1973)
- 20. новембар — Радомир В. Ивановић, српски универзитетски професор, академик и књижевни критичар (*1936)
- 21. новембар:
  - Младен Васари, југословенски и хрватски филмски и позоришни глумац (*1954)
  - Калман Месељ, мађарски професионални фудбалер и тренер (*1941)
- 23. новембар:
  - Милован Данојлић, српски књижевник, песник и академик САНУ (*1937)
  - Пуриша Ђорђевић, српски и југословенски филмски режисер и сценариста (*1924)
- 25. новембар — Ајрин Кара, америчка певачица, текстописац и глумица (*1959)
- 26. новембар — Саша Залепугин, југословенски и хрватски ТВ водитељ и уредник (*1931)
- 28. новембар:
  - Рајко Петров Ного, српски пјесник, есејиста и књижевни критичар (*1945)
  - Галит Бург Мајкл, израелска певачица (*1968)
- 29. новембар:
  - Давор Јањић, југословенски, босанскохерцеговачки и српски филмски и телевизијски глумац (*1969)
  - Алин Комински Крам, амерички андерграунд стрип уметник (*1948)
- 30. новембар — Ђанг Цемин, генерални секретара КП Кине (1989-2002) и председник Кине (1993-2003) (*1926)

### Децембар
- 2. децембар — Јошио Кикугава, јапански фудбалер (*1944)
- 4. децембар — Ник Болетери, амерички тениски тренер (*1931)
- 5. децембар — Керсти Али, америчка глумица (*1951)
- 6. децембар:
  - Миха Балох, југословенски и словеначки филмски и позоришни глумац (*1928)
  - Ичиро Мизуки, јапански рок певач, композитор и глумац (*1948)
- 8. децембар — Миодраг Јешић, југословенски и српски фудбалер и фудбалски тренер (*1958)
- 9. децембар — Џозеф Китинџер, официр ваздухопловства Сједињених Држава (*1928)
- 11. децембар — Јагош Пурић, српски физичар и ректор Београдског универзитета 1998-2000 (*1942)
- 12. децембар:
  - Рашко В. Јовановић, српски и југословенски књижевник, театролог, позоришни и радио критичар и универзитетски професор (*1932)
  - Латинка Перовић, српска и југословенска историчарка и политичарка (*1933)
  - Јован Ћирић, српски правник, научни саветник, директор Института за упоредно право и судија (*1960)
- 16. децембар — Синиша Михајловић, српски фудбалер и фудбалски тренер (*1969)
- 20. децембар — Зоран Лакић, српски и црногорски историчар и академик ЦАНУ и АНУРС (*1933)
- 21. децембар — Дејан Тиаго-Станковић, српски и португалски писац и књижевни преводилац (*1965)
- 23. децембар:
  - Џорџ Коен, енглески фудбалер (*1939)
  - Масимо Савић, југословенски и хрватски поп и рок музичар (*1962)
- 24. децембар — Франко Фратини, италијански политичар (*1957)
- 25. децембар — Фабијан О’Нил, уругвајски фудбалер (*1973)
- 26. децембар — Ненад Ћорилић, српски писац (*1975)
- 28. децембар — Родолфо Мичели, аргентински фудбалер (*1930)
- 29. децембар:
  - Пеле, бразилски фудбалер (*1940)
  - Михаљ Кертес, српско-мађарски политичар и министар (*1947)
  - Вивијен Вествуд, британска модна креаторка и предузетница (*1941)
- 30. децембар:
  - Јанез Земљарич, учесник Народноослободилачке борбе, правник и друштвено-политички радник СФР Југославије и СР Словеније (*1928)
  - Барбара Волтерс, америчка новинарка, ауторка и телевизијска личност (*1929)
- 31. децембар:
  - Папа Бенедикт XVI, 265. поглавар Католичке цркве и владар Ватикана (*1927)
  - Адам Пуслојић, српски књижевник, песник и преводилац (*1943)

## Нобелове награде
- Физика —
- Хемија —
- Медицина —
- Књижевност —
- Мир —
- Економија —